# Schneider-Rundblattnase

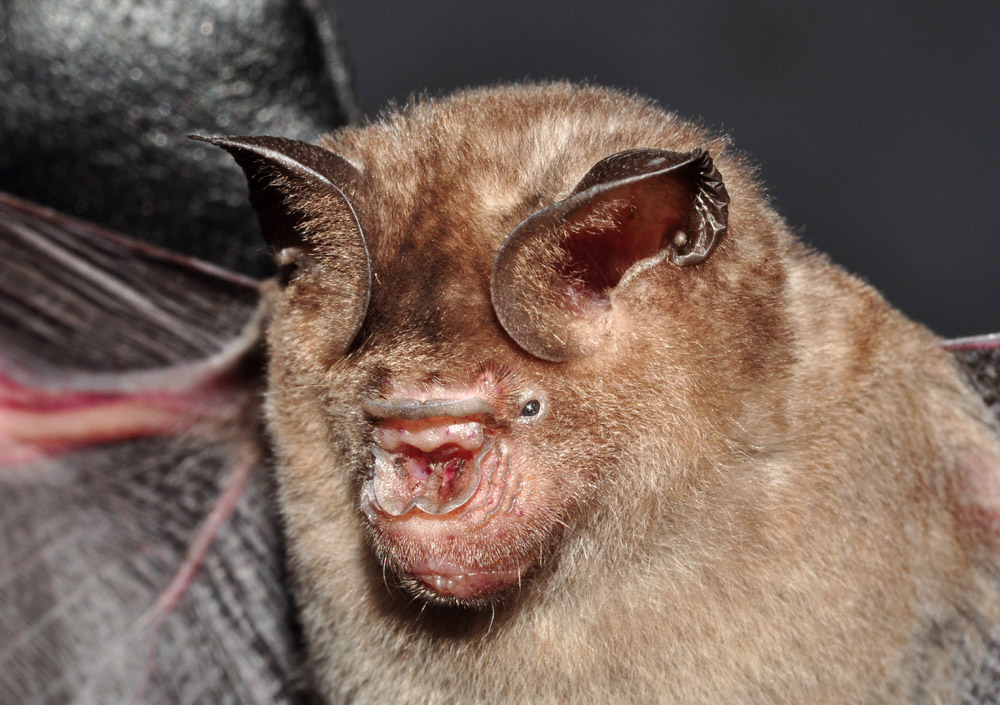
Nahaufnahme des Gesichts

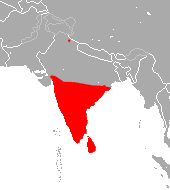
Verbreitungsgebiet der Schneider-Rundblattnase

Die Schneider-Rundblattnase (Hipposideros speoris) ist ein in Indien und auf Sri Lanka verbreitetes Fledertier in der Gattung der Altwelt-Rundblattnasen. Das Typusexemplar stammt aus der Umgebung der Stadt Tharangambadi. Johann Schneider rechnete die Art bei seiner Erstbeschreibung zur Gattung Zweifarbfledermäuse (Vespertilio).

## Merkmale
Die Fledermaus erreicht eine Kopf-Rumpf-Länge von 46 bis 62 mm und hat 45 bis 54 mm lange Unterarme. Die Ohren sind mit 12 bis 19 mm Länge für die Gattung klein. Typisch ist ein Nasenblatt mit drei Hautlappen. Dabei hat das hinterste drei senkrechte Einkerbungen, so dass vier dickere Bereiche entstehen. Dahinter befindet sich bei Männchen ein sackartiges Gebilde und bei Weibchen ein Haarbüschel. Je nach Population ist das Fell grau, orangebraun oder gelbbraun gefärbt. Weitere Kennzeichen in der oberen Zahnreihe sind ein großer Eckzahn und ein kleiner zweiter Prämolar pro Seite, der leicht seitlich liegt. Der diploide Chromosomensatz besteht aus 32 Chromosomen (2n=32).

## Verbreitung
Die Schneider-Rundblattnase bewohnt das zentrale und südliche Indien sowie Sri Lanka. Sie kommt im Bergland bis 1385 Meter Höhe vor. Die Art hält sich in trockenen Wäldern, Buschflächen und felsigen Regionen auf.

## Lebensweise
Das nachtaktive Tier ruht am Tage in Höhlen, Erdlöchern, unter Brücken, in wenig genutzten Festungen und Tempeln, in Tunneln und in ähnlichen Verstecken. Am Ruheplatz bilden sich kleine Gruppen oder Kolonien mit mehreren hundert Mitgliedern. Getrenntgeschlechtliche Verstecke sind nicht bekannt. Die Exemplare halten in Indien etwas Abstand voneinander, während sie auf Sri Lanka dicht gedrängt ruhen. Die Jagd auf unterschiedliche Insekten erfolgt im langsamen tiefen Flug. Die Schneider-Rundblattnase benutzt öfter in der Nacht einen kurzfristigen Ruheplatz. Zur Beute zählen unter anderem Mücken, Fliegen und Käfer. Die Rufe zur Echoortung erreichen ihre stärkste Intensität bei 131 bis 135 kHz. Am Schlafplatz können auch die Gelbbraune Rundblattnase (Hipposideros fulvus), die Roux-Hufeisennase (Rhinolophus rouxii) oder der Indische Falsche Vampir (Megaderma lyra) vorkommen.
Die Paarung findet im westlichen Indien von Ende Dezember bis März statt. Im Gebiet von Bangalore beginnt sie etwas früher. Weibchen gebären nach 135 bis 140 Tagen Trächtigkeit ein Jungtier. Die Nachkommen können bis zum nächsten September gesäugt werden. Bis zu einem Gewicht von 6 g werden die Jungtiere getragen. Nach 7,5 bis 8 Monaten sind Weibchen geschlechtsreif. Männchen paaren sich frühestens nach 16 bis 17 Monaten.

## Gefährdung
Einige Exemplare werden als Wildfleisch oder für die traditionelle Medizin gefangen. Weiterhin wirken sich Störungen an den Ruheplätzen durch Touristen und der Abriss alter Gebäude negativ aus. Unabhängig davon wird die Gesamtpopulation als stabil eingeschätzt. Die IUCN listet die Schneider-Rundblattnase als nicht gefährdet (least concern).